# Campaña antiargentina (película)
Campaña antiargentina es una película de falso documental y comedia argentina de 2016 dirigida por Alejandro Parysow. Narra la historia de una estrella que encuentra viejos documentos que sugieren planes para destruir la República Argentina. Está protagonizada por Juan Gil Navarro. La película se estrenó el 3 de noviembre de 2016 en las salas de cines de Argentina.

## Sinopsis
La trama sigue a Leonardo, un actor y cantante que hereda una casa familiar, donde descubre unos documentos sobre un complot para asesinar a Carlos Gardel. A partir de esto, Leo decide realizar un documental sobre el tema para explorar otra faceta artística en su carrera, sin embargo, a medida que se involucra cada vez más con los documentos comienza a elaborar teorías disparatadas que lo llevan a desarrollar una especia de paranoia. 

## Elenco
- Juan Gil Navarro como Leonardo Jaramillo
- Valeria Correa como Julieta
- Paco Gorriz como Víctor
- Carlos Rivkin como Dante
- Pablo Chao como Máximo
- Roberto Catarineu como Alfredo
- Daniel Melingo como Laureano
- Gustavo Cornillón como Armando Suazo
- Alejandro Viola como Bachata Malecón
- Fernando Spiner como Alex Monteolivo
- Gabriel Galíndez como Ernesto Baigorria
- José Grammático como Albino Rodríguez
- Néstor Caniglia como Milton Schiaffino
- José Gómez como Capataz
- Pablo Marchetti como Juan «Che» Benítez

Además cuenta con los cameos de Adrián Suar, Nancy Duplaá, Andy Kusnetzoff y Claudio Rissi como ellos mismos.

## Recepción

### Comentarios de la crítica
La película recibió críticas positivas por parte de la prensa. Adolfo C. Martínez de La Nación valoró la actuación de Gil Navarro sobre la cual dijo que «se puso cómodamente en la piel del protagonista» y que el filme es «impecables rubros técnicos». Ezequiel Boetti de Otros cines elogió la cinta diciendo que es «un falso documental hecho y derecho, atractivo en su premisa y por momentos atrapante en su ejecución» y además «encuentra sus momentos más logrados cuando apuesta a la ironía y el absurdo».
En una reseña para Clarín, Pablo O. Scholz escribió «Juan Gil Navarro es quien lleva adelante Campaña antiargentina; pero esa omnipresencia es agobiante», a tal punto que «llega un momento en que si no se entra en el delirio, las anécdotas y la paranoia sobrepasan todo y el interés se pierde». Mariana Mactas de Todo Noticias señaló que «el formato como la idea general soplan originalidad y renovación al paisaje de la comedia ácida vernácula», y por otra parte la película presenta un «buen humor y una bienvenida patada contra la solemnidad».

### Premios y nominaciones
| Lista de premios y nominaciones | Lista de premios y nominaciones | Lista de premios y nominaciones | Lista de premios y nominaciones    | Lista de premios y nominaciones | Lista de premios y nominaciones |
| Año                             | Organización                    | Categoría                       | Nominado/a(s)                      | Resultado                       | Ref(s)                          |
| ------------------------------- | ------------------------------- | ------------------------------- | ---------------------------------- | ------------------------------- | ------------------------------- |
| 2017                            | Premios Sur                     | Mejor montaje                   | Alejandro Alem y Alejandro Parysow | Nominados                       | [ 9 ]                           |
| 2017                            | Premios Sur                     | Mejor sonido                    | Sebastián González                 | Nominado                        | [ 9 ]                           |